# تشارلز بي. لو
تشارلز بي. لو (بالإنجليزية: Charles Blakeslee Law) هو قاضي ومحامي وسياسي أمريكي، ولد في 5 فبراير 1872 في Hannibal, New York ‏ في الولايات المتحدة، وتوفي في 15 سبتمبر 1929 بسبب غرق. نشط حزبياً في الحزب الجمهوري. وقد انتخب Sheriff of Kings County, New York ‏ وانتخب عضو مجلس النواب الأمريكي.